# Monoblastia quisqueyana
Monoblastia quisqueyana är en lavart som beskrevs av R. C. Harris. Monoblastia quisqueyana ingår i släktet Monoblastia och familjen Monoblastiaceae.   Inga underarter finns listade i Catalogue of Life.